# Împărăteasa Matilda
Împărăteasa Matilda (n. 7 februarie 1102, Sutton Courtenay⁠(d), Vale of White Horse, Anglia, Regatul Unit – d. 10 septembrie 1167, Rouen, Franța), cunoscută ca Matilda a Angliei sau Maude, a fost fiica și moștenitoarea regelui Henric I al Angliei. Matilda și fratele ei mai mic, William Adelin, erau singurii copii legitimi ai regelui Henric care au atins vârsta adultă. Decesul fratelui ei în 1120 a lăsat-o pe Matilda ca singura moștenitoare. Prin căsătoriile ei a devenit împărăteasă a Sfântului Imperiu Roman, apoi contesă d'Anjou, ducesă de Normandia și aspirantă la coroana Angliei. După moartea regelui Henric I în 1135, vărul ei Ștefan a deposedat-o de moștenire și a uzurpat tronul Angliei. Acest eveniment a condus la un război civil în Anglia numit uneori Anarhie.

## Primii ani și prima căsătorie
Matilda a fost primul copil regelui Henric I al Angliei și a primei lui soții, Matilda a Scoției. Fratele ei mai mic și moștenitorul tronului era William Adelin. Tatăl ei a avut cel puțin douăzeci de copii nelegitimi, frați vitregi ai Matildei. Bunicii materni au fost Malcolm al III-lea al Scoției și Saint Margaret a Scoției. Margaret a fost nepoata regelui Edmund al II-lea al Angliei. Mulți istorici cred că Matilda s-a născut la Winchester, însă John M. Fletcher pledează pentru posibilitatea ca ea să se fi născut la palatul regal de la Sutton (astăzi Sutton Courtenay) în Oxfordshire. Copil fiind, relația cu tatăl ei nu a fost, probabil, apropiată, având în vedere că Henric I s-a aventurat în Normandia când Matilda avea doi ani și regele a stat acolo trei ani. După întoarcerea lui, Matilda și-a început studiile la Catedrala Wilton, unde a fost educată de călugărițe.

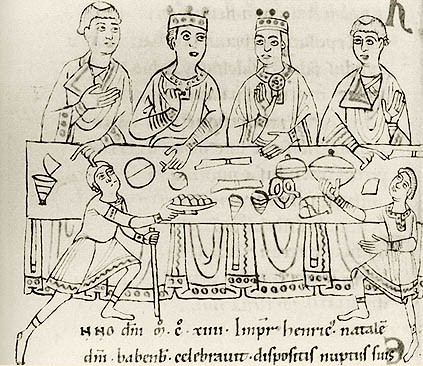
Împăratul Henric al V-lea și soția lui, Matilda

Când Matilda era încă copil, trimișii împăratului Henric al V-lea au călătorit în Anglia și au cerut mâna ei în căsătorie. În primăvara anului 1110 ea a fost trimisă în Germania, unde a luat cu ea o mare zestre, estimată la 10.000 de mărci de argint, pentru a deveni mireasa împăratului. Cuplul s-a întâlnit la Liège apoi au călătorit la  Utrecht unde, la 10 aprilie, s-au logodit oficial. În același an, la 25 iulie ea a fost încoronată regină a Romanilor printr-o ceremonie la  Mainz.
Matilda și Henric s-au căsătorit în iunie 1114. Ea nu a fost niciodată încoronată împărăteasă de către papă ci a fost încoronată la Roma de către arhiepiscopul de Braga, Maurice Bourdin, care a fost excomunicat de papă în aprilie 1117.
Matilda a acționat ca regentă a soțului ei în Italia, câștigând o valoroasă experiență politică. Mandatul său ca regentă a terenurilor italiene ale Sfântului Imperiu Roman a durat din 1117 până în 1119, după care ea s-a alăturat soțului ei în Lotharingia. În 1120, fratele Matildei s-a înecat în dezastrul navei White; fiind singurul fiu legitim al regelui Henric I, moartea lui a aruncat incertitudine asupra succesiunii tronului. Matilda a rămas singurul copil legitim al regelui însă ca femeie ea avea un dezavantaj politic substanțial. Văduv după moartea Matildei a Scoției în 1118, Henric a început negocierile pentru o nouă căsătorie. În 1121 el s-a recăsătorit cu Adeliza de Louvain însă din căsătorie nu au rezultat copii.
Soțul Matildei a murit la 23 mai 1125, lăsându-și soția văduvă la 22 de ani. Pe patul de moarte, Henric al V-lea a încredințat Matildei însemnele imperiale.  Deși tronul imperial a fost electiv, mai degrabă decât ereditar, de multe ori titlul a trecut de la tată la fiu. Matilda a predat însemnele arhiepiscopului de Mainz iar el a început procedurile pentru alegeri, care au dus la încoronarea fostului rival al soțului ei, Lothar al III-lea.

## A doua căsătorie

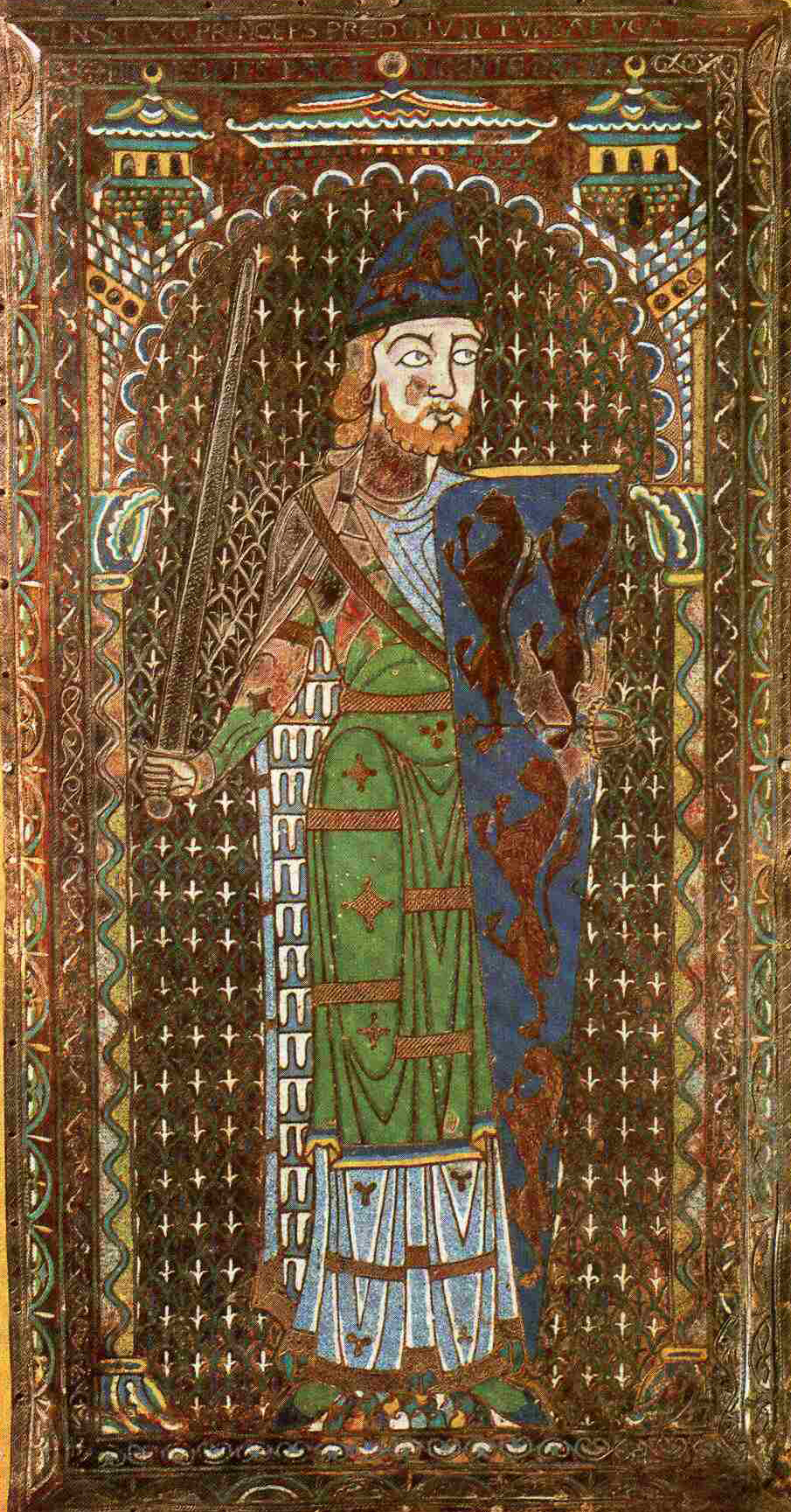
Geoffrey de Anjou, al doilea soț al Matildei

După moartea soțului ei, Matilda a fost convocată în Normandia de tatăl ei. Henric I a acceptat faptul că nu va mai avea moștenitori legitimi și a decis s-o numească pe Matilda moștenitoarea sa. După ce Matilda a stat în Normandia aproape un an de zile împreună cu tatăl ei și mama vitregă, în 1126 aceștia ua ridicat ancora pentru Anglia. În ianuarie 1127, Henric și-a determinat curtea, inclusiv pe Ștefan de Blois, să facă un legământ de credință față de Matilda. John de Worcester a descris un al doilea legământ, care a avut loc la un an față de primul, la curtea lui Henric, la 29 aprilie 1128, de Paști.
Regele Ludovic al VI-lea al Franței era nemulțumit de unirea Normandiei și a Angliei și, ca atare, a promovat cererea lui  William Clito, în scopul de a încerca să provoace o ruptură la curtea engleză. Henric s-a confruntat cu dificila situație a creșterii puterii lui Clito și a recunoscut că pentru a contracara, fiica lui trebuia să facă o căsătorie diplomatică. A aranjat ca ea să se căsătorească cu Geoffrey de Anjou. Matilda a fost indignată, deoarece Geoffrey era văzut sub ea ca rang și experiență de viață, însă nu a putut face nimic pentru a preveni căsătoria. Matilda a fost trimisă în Normandia la începutul anului 1127, sub îngrijirea lui Robert de Gloucester, fratele ei vitreg. Nunta nu a putut avea loc imediat, Geoffrey fiind considerat prea tânăr la vârsta de 14 ani. Cu toate acestea, el a fost considerat frumos și inteligent, deși nici una din aceste trăsături nu i-a servit pentru a o consola pe Matilda. Căsătoria a avut loc în iunie 1128 la Le Mans. La o lună după căsătorie, William Clito a murit brusc de la o rană căpătată în luptă, consolidând astfel poziția Matildei.
Mariajul a fost furtunos, la mai puțin de un an de la nuntă, Matilda l-a părăsit pe Geoffrey și a plecat în Normandia la Rouen. În cele din urmă Henric și-a chemat fiica, Matilda ajungând în Anglia în august 1131. La o reuniune a Consiliului din 8 septembrie s-a decis ca Matilda să revină la soțul ei. Ea a primit un alt jurământ de credință, la care a participat și Ștefan încă o dată. Căsătoria s-a dovedit a fi un succes atunci când, în martie 1133, Matilda a dat naștere primului lor copil, numit Henric, la Le Mans. În 1134, al doilea fiu al cuplului, Geoffrey, s-a născut la Rouen. Matilda aproape a murit la naștere, a fost în stare critică și s-au planificat aranjamente funerare. Totuși, ea și-a revenit.

## Lupta pentru tronul Angliei
După moartea regelui Henric I la 1 decembrie 1135, s-a ivit ca pretendent al tronului Ștefan de Blois, nepotul regelui William I prin fiica sa Adela. Locuitorii Londrei și o parte din baroni l-au proclamat rege și Anglia s-a împărțit între partizanii Matildei șu partizanii lui Ștefan.
Matilda și soțul ei Geoffrey au intrat în Normandia și au început campanii militare de a pretinde moștenirea ei. Progresele au fost inegale la început, dar ea a perseverat. În Normandia, Geoffrey a asigurat toate fiefurile la vest și la sud de Sena; în ianuarie 1144, el a traversat Sena și a luat Rouen fără rezistență. Geoffrey și-a asumat titlul de Duce de Normandia, și Matilda a devenit Ducesă de Normandia. Geoffrey și Matilda au condus ducatul în comun până în 1149, apoi l-au cedat fiului lor, Henric, eveniment care a fost în scurt timp ratificat de regele Ludovic al VII-lea al Franței.
În timpul războiului, cel mai loial și mai capabil susținător al Matildei a fost fratele ei vitreg, Robert, Conte de Gloucester.
Cel mai mare triumf al Matildei a venit în februarie 1141, când forțele ei au învins și l-au capturat pe regele Ștefan în Bătălia de la Lincoln. Avantajul ei a durat doar câteva luni. Când a ajuns la Londra, orașul a fost gata să-i urez bun venit și să sprijine încoronarea ei. Ea a folosit titlul de Lady of the English și a planificat să-și asume titlul de regină la încoronare (obicei, care a fost urmat de nepoții ei, Richard și Ioan). Ea a refuzat cererea cetățenilor să reducă la jumătate taxele lor și, din cauza aroganței ei, au închis porțile cetății și au reaprins războiul civil pe 24 iunie 1141.
În noiembrie Ștefan a fost eliberat (în schimbul prizonierului Robert de Gloucester) și un an mai târziu, Matilda a fost asediată la Oxford însă a scăpat fugind la Wallingford. În 1141, ea a scăpat de la Devizes deghizându-se. În 1148, Matilda și fiul ei Henric s-au întors în Normandia, după decesul lui Robert de Gloucester și recucerirea Normandiei de Geoffrey. La sosirea lor, Geoffrey s-a retras la Anjou.

## Ultimii ani
Primul fiu al Matildei, Henric, a dat semne că va deveni un lider de succes. În 1147, la vârsta de 14 ani a însoțit-o pe Matilda în invazia Angliei. În scurt timp a eșuat din cauza lipsei de pregătire, dar el a devenit foarte determinat că Anglia este de drept a mamei sale și a lui.
Henric s-a întors în Anglia din nou între 1149 și 1150. La 22 mai 1149 a fost făcut cavaler de regele David I al Scoției, unchiul său, la Carlisle. Deși războiul civil a fost decis în favoarea lui Ștefan, domnia sa a fost tulbure. În 1153, moartea lui Eustace, fiului lui Ștefan, combinată cu sosirea unei expediții militare condusă de Henric, l-au determinat să-l recunoască în cele din urmă ca moștenitor al lui prin Tratatul de la Wallingford.
Matilda s-a retras la Rouen în Normandia în timpul ultimilor ei ani, unde și-a menținut propria ei curte și a prezidat guvernarea ducatului în absența lui Henric. A intervenit în cearta dintre fiul ei cel mare Henric și cel de-al doilea fiu, Geoffrey, Conte de Nantes. însă pacea dintre cei doi frați a fost scurtă.
Geoffrey s-a răzvrătit împotriva lui Henric de două ori înainte de moartea sa subită, în 1158. Relațiile dintre Henric și fratele lui cel mai mic, William al X-lea, conte de Poitou, au fost mai cordiale, iar William a primit moșii întinse în Anglia. Arhiepiscopul Thomas Becket a refuzat să-i permită lui William să se căsătorească cu Contesa de Surrey și tânărul a fugit la curtea Matildei, la Rouen. William a murit acolo, în ianuarie 1164. Ea a încercat să medieze cearta dintre fiul ei și Becket, dar nu a avut nici un rezultat.
Deși ea a renunțat la speranța de a fi încoronată în 1141, numele ei întotdeauna l-a precedat pe cel al fiului ei Henric, chiar și după ce el a devenit rege. Matilda a murit la Notre Dame du Pré aproape de Rouen în 1167 și a fost înmormântată la Mănăstirea Bec din Normandia. Corpul ei a fost transferat la Catedrala din Rouen în 1847.